# Osericta cheliferoides
Osericta cheliferoides är en spindelart som först beskrevs av Władysław Taczanowski 1878.  Osericta cheliferoides ingår i släktet Osericta och familjen hoppspindlar. Inga underarter finns listade i Catalogue of Life.